# Олтецани (Валча)
Олтецани (рум. Oltețani) насеље је у Румунији у округу Валча у општини Лалошу. Oпштина се налази на надморској висини од 174 m.

## Становништво
Према подацима из 2002. године у насељу је живело 313 становника, од којих су сви румунске националности.